# Erzbistum Osaka-Takamatsu
Das Erzbistum Osaka-Takamatsu (lateinisch Archidioecesis Osakensis, jap. カトリック大阪大司教区, katorikku Ōsaka daishikyōku) ist eine in Japan gelegene römisch-katholische Erzdiözese mit Sitz in Osaka.
Das Erzbistum Osaka bildet zusammen mit den Suffraganbistümern Hiroshima, Kyōto und Nagoya die Kirchenprovinz Osaka, die sich über Westjapan, ausgenommen Kyūshū, erstreckt.

## Geschichte
Das Erzbistum wurde als Bistum Osaka am 20. März 1888 durch Papst Leo XIII. aus Gebietsabtretungen des Apostolischen Vikariates Süd-Japan als Apostolisches Vikariat Zentral-Japan errichtet. Am 15. Juni 1891 wurde das Apostolische Vikariat Zentral-Japan durch Leo XIII. mit der Apostolischen Konstitution Non maius Nobis zum Bistum erhoben und in Bistum Osaka umbenannt. Es wurde dem Erzbistum Tokio als Suffraganbistum unterstellt. Das Bistum Osaka gab am 27. Januar 1904 Teile seines Territoriums zur Gründung der Apostolischen Präfektur Shikoku ab. Weitere Gebietsabtretungen erfolgten am 4. Mai 1923 zur Gründung des Apostolischen Vikariates Hiroshima und am 17. Juni 1937 zur Gründung der Apostolischen Präfektur Kyōto.
Das Bistum Osaka wurde am 24. Juni 1969 durch Papst Paul VI. mit der Apostolischen Konstitution Quamquam Ecclesiae zum Erzbistum erhoben.
Am 15. August 2023 legte Papst Franziskus das Erzbistum mit dem Bistum Takamatsu zusammen und gab ihm die neue Bezeichnung Osaka-Takamatsu.

## Territorium
Das Erzbistum Osaka umfasst die Präfekturen Osaka, Hyōgo und Wakayama sowie die Insel Shikoku mit den Präfekturen Ehime, Kagawa, Kōchi und Tokushima.

## Ordinarien

### Apostolische Vikare von Zentral-Japan
- Félix-Nicolas-Joseph Midon MEP, 1888–1891

### Bischöfe von Osaka
- Félix-Nicolas-Joseph Midon MEP, 1891–1893
- Henri-Caprais Vasselon MEP, 1893–1896
- Jules-Auguste Chatron MEP, 1896–1917
- Jean-Baptiste Castanier MEP, 1918–1940
- Paul Yoshigorō Taguchi, 1941–1969

### Erzbischöfe von Osaka
- Paul Yoshigorō Kardinal Taguchi, 1969–1978
- Paul Hisao Yasuda, 1978–1997
- Leo Jun Ikenaga SJ, 1997–2014
- Thomas Aquino Man’yō Kardinal Maeda, 2014–2023

### Erzbischöfe von Osaka-Takamatsu
- Thomas Aquino Man’yō Kardinal Maeda, seit 2023